# Kościół św. Jana Chrzciciela w Jekaterynburgu
Ormiański kościół św. Jana Chrzciciela w Jekaterynburgu, zwany też kościołem św. Jana Karapeta (ros. Церковь Святого Карапета, orm. Եկատերինբուրգի Սուրբ Կարապետ եկեղեցի) – kościół Apostolskiego Kościoła Ormiańskiego znajdujący się w rosyjskim mieście Jekaterynburg.

## Historia
Na terenie obwodu swierdłowskiego mieszka oficjalnie (według danych rosyjskiego spisu powszechnego z 2010 roku) 11 501 osób przyznających się do narodowości ormiańskiej. Źródła zbliżone do kręgów diaspory ormiańskiej w Rosji podają natomiast, że w samym obwodzie swierdłowskim liczba ta może być prawie dwukrotnie wyższa i sięgać około 20 tysięcy osób. Biorąc pod uwagę tak dużą liczbę potencjalnych wiernych, brak na tym terenie świątyni Apostolskiego Kościoła Ormiańskiego był uważany za poważny problem dla miejscowych Ormian. 23 marca 2005 roku gubernator obwodu, Eduard Rossel udał się z dwudniową wizytą do Armenii, gdzie m.in. spotkał się z katolikosem Karekinem II. W czasie wizyty gubernator przedstawił katolikosowi sytuację społeczno-religijną w regionie oraz zapewnił o wsparciu jego administracji dla projektu wzniesienia ormiańskiej świątyni w Jekaterynburgu. Budowa ta według ówczesnych ustaleń miała się zakończyć do 2006 roku, jednocześnie Rossel zaprosił Karekina II do złożenia wizyty w obwodzie swierdłowskim. Pierwsze plany budowy i zabiegi mające na celu wzniesienie świątyni zaczęły się jeszcze w 2002 roku. W sierpniu 2003 roku rozpoczęto przygotowywanie formalności oraz zwrócono się do władz o wydanie potrzebnych zezwoleń. Budowa rozpoczęła się w 2004 roku. W uroczystym wmurowaniu kamienia węgielnego wziął udział ordynariusz diecezjy Nowego Nachiczewanu i Rosji, Ezras. Początkowo planowano, że świątynię uda się oddać do użytku do 2006 roku. Miało się to zbiec z obchodzonym w 2006 roku na terenie Federacji Rosyjskiej Rokiem Armenii. Kościół miał zostać poświęcony św. Janowi Chrzcicielowi, zwanemu w tradycji ormiańskiej św. Janem Karapetem (Janem Prekursorem).
Sama budowa sfinansowana została, oprócz źródeł kościelnych, głównie ze zbiórek pieniędzy przeprowadzanych wśród wiernych. W 2005 roku ogłoszono, że kościół znalazł się na liście obiektów, których budowę wspiera gubernator obwodu swierdłowskiego, Eduard Rossel. Władze różnego szczebla nie tylko nie utrudniały budowy kościoła, ale jeszcze wyrażały swe poparcie dla tej idei, chcąc podkreślić, że Jekaterynburg i obwód swierdłowski są miejscem w którym spotykają się różne kultury i religie. W październiku 2008 roku gubernator Rossel spotkał się z budowniczymi kościoła by poznać szczegóły dotyczące budowy. Po spotkaniu przyznał, że jest to jego ulubiona świątynia w Jekaterynburgu, zwracając też uwagę, że jest ona finansowana głównie z datków wiernych, a nie za pieniądze lokalnych oligarchów. Z powodu ograniczeń finansowych ostateczny termin ukończenia wszystkich prac cały czas się przeciągał i kolejne terminy (2006, 2009, 2010) okazywały się niemożliwe do dotrzymania. W 2009 rozpoczęto prace wykończeniowe, w tym m.in. wykonywanie malowideł na kopule i ścianach kościoła. 23 października 2010 roku na terenie kościoła doszło do pożaru. Przyczyną było zwarcie instalacji elektrycznej, na szczęście dla jekaterynburskich Ormian nie odnotowano większych strat.
Wznoszenie ormiańskiego kościoła św. Jana Chrzciciela w Jekaterynburgu finansowane było i jest przede wszystkim z darów wiernych, a były to zarówno ofiary pieniężne jak i materialne (np. materiały budowlane). Źródła bliskie diasporze ormiańskiej wskazują, że w 2012 roku, kościół nie jest jeszcze w pełni ukończony i w jego wnętrzach nadal trwają prace wykończeniowe. Społeczność skupiona wokół świątyni prowadzi aktywną działalność oświatowo-kulturalną. Organizowane są lekcje nauki języka ormiańskiego, w soboty odbywają się spotkania dla młodzieży. Działa też szkoła niedzielna mająca na celu pielęgnację tradycji i kultury Armenii. Powstała ona w 1994 roku, naukę podejmuje w niej około 100 dzieci. Szkoła prowadzi zajęcia nie tylko dla dzieci i młodzieży, ale także dla osób dorosłych. Program przewiduje naukę historii Armenii, tradycyjnych pieśni i tańców ormiańskich oraz języka. Stowarzyszenie skupione wokół parafii prowadzi także działalność charytatywną i socjalną. Obchodzone są też różnego rodzaju święta ormiańskie. Obchodzone są też różnego rodzaju święta ormiańskie. Co roku, 24 kwietnia, szczególnie podniośle przeżywany jest Dzień Pamięci o Ludobójstwie.

## Charakterystyka
Ormiański kościół św. Jana Chrzciciela w Jekaterynburgu został wykonany zgodnie z tradycyjnymi kanonami sakralnej architektury Apotolskiego Kościoła Ormiańskiego. Za wzór posłużyły świątynie wzniesione od V do VII wieku. Rzecz miała się podobnie z dekoracjami i ornamentami, choć w tym przypadku użyto również rozwiązań z późniejszych epok. Autorem projektu architektonicznego był Hakop Gasparjan. Kościół pierwotnie miał być wzniesiony z tufu wapiennego, który jest tradycyjnym budulcem świątyń ormiańskich. Ostatecznie jednak wykonany został z lokalnego materiału budowlanego, który będzie mógł sprostać miejscowemu, surowemu klimatowi i niskim temperaturom. Tuf wapienny, specjalnie sprowadzony z Armenii (z okolic Armawiru), został natomiast wykorzystany do pokrycia ścian świątyni. Z uwagi na konflikt z Azerbejdżanem i zamkniętą granicę, materiały te musiały być transportowane przez gruziński port Poti do Noworosyjska, stamtąd do Kirowa, skąd na ciężarówkach przewiezione zostały do Jekaterynburga. Kościół może pomieścić około 200 wiernych, a jego wymiary to 15 metrów szerokości i 25 metrów długości. Wysokość świątyni to 33 metry, a zwieńczona jest ona dwoma wieżami. Znajduje się tu także chaczkar, będący podziękowaniem dla mieszkańców Uralu za ich pomoc okazaną w czasie trzęsienia ziemi w Armenii w 1988 roku. Dzwon kościelny został wykonany w jednej z fabryk w Kamieńsku Uralskim. Kościół św. Jana Chrzciciela w Jekaterynburgu jest pierwszą ormiańską świątynią wzniesioną na terenie Uralu.